# Berkhof Viking
Berkhof Viking – holenderski 12-metrowy autobus niskowejściowy klasy MAXI oparty na podwoziu DAF SB220 zasilany gazem LPG. VDL Bus & Coach wyprodukował w latach 1999–2001 ogółem 36 sztuk tego typu pojazdu.

## Eksploatacja w Kopenhadze
W 1999 roku Arriva w Kopenhadze ogłosiła przetarg na 34 autobusów zasilanych gazem LPG dla linii 350S. Początkowo miał wygrać duńska firma DAB z modelem 15-1200C, ale ostatecznie nie potrafiła wyprodukować ich we właściwym czasie. Zadecydowano, że wygra holenderska firma Berkhof. Pierwsze autobusy tego typu przyjechały do Kopenhagi jesienią 1999 roku. Autobusy te przydzielono do obsługi linii 2A, w związku z utworzeniem nowego systemu linii A. Autobusy te stacjonowały w zajezdni Gladsaxe. Pod koniec 2005 roku wygasła pierwotna umowa, co spowodowało, że siedemnaście wozów miało nową umowę. Po latach okazało się, że wozy tego typu stały się bardzo awaryjne z powodu wad pojazdu. W 2006 roku rozpoczęto kasację tego typu pojazdów. Niektóre trafiły do Tilburga w Holandii. Ostatnie egzemplarze wycofano w 2009 roku.

## Eksploatacja w Bukareszcie
W listopadzie 2001 roku RATB w Bukareszcie sprowadziło dwa autobusy holenderskiego producenta DAF podczas wizyty królowej Beatrycze w Bukareszcie. Wozy otrzymały numer 902 i 903 i przydzielono do obsługi ekspresowej linii 783. Autobusy te stacjonowały w zajezdni autobusowej Pipera. Z biegiem lat okazało się, że te wozy mają wady tak jak kopenhaskie egzemplarze i w 2010 roku podjęto decyzję o ich wycofaniu z ruchu. Na początku 2019 roku zezłomowano oba egzemplarze tego typu pojazdu.

## Eksploatacja w Tilburgu
W 2006 roku firma przewozowa T-Buss z Tilburga w Brabancji Północnej otrzymała trzynaście takich autobusów, które jeździły wcześniej w Kopenhadze. Pojazdy te przemalowano w ciemnoniebieskie barwy. Z powodu złego stanu technicznego i wysokiej awaryjności wprowadzono do eksploatacji jedynie pięć egzemplarzy. Ostatnie egzemplarze z tego powodu wycofano już w 2007 roku. Niektóre z nich powróciły do Danii.

## Eksploatacja w Czeladzi
W maju 2008 roku PUP z Czeladzi sprowadziła dwa takie autobusy z Holandii, które wcześniej jeździły w Kopenhadze. Otrzymały one numery 18 i 20. Kursowały one na liniach na zlecenie KZK GOP, tj. 663, 809 i 813. Niestety okazało się, że te wozy są w złym stanie technicznym, co powodowało częste awarie i zastoje z powodu braku części zamiennych. Pojazd o numerze 18 uległ pożarowi w dniu 3 listopada 2008 roku. Ostatnie egzemplarze skreślono ze stanu w 2010 roku, zaś rok później zezłomowano.